# Pierwszy rząd Johna Majora

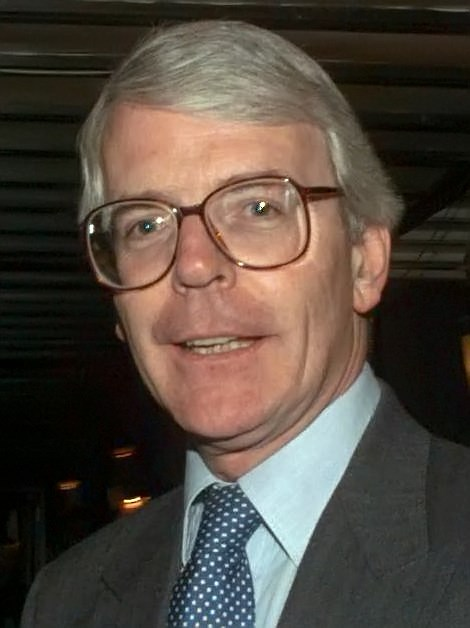
John Major, premier, pierwszy lord skarbu, minister służby cywilnej

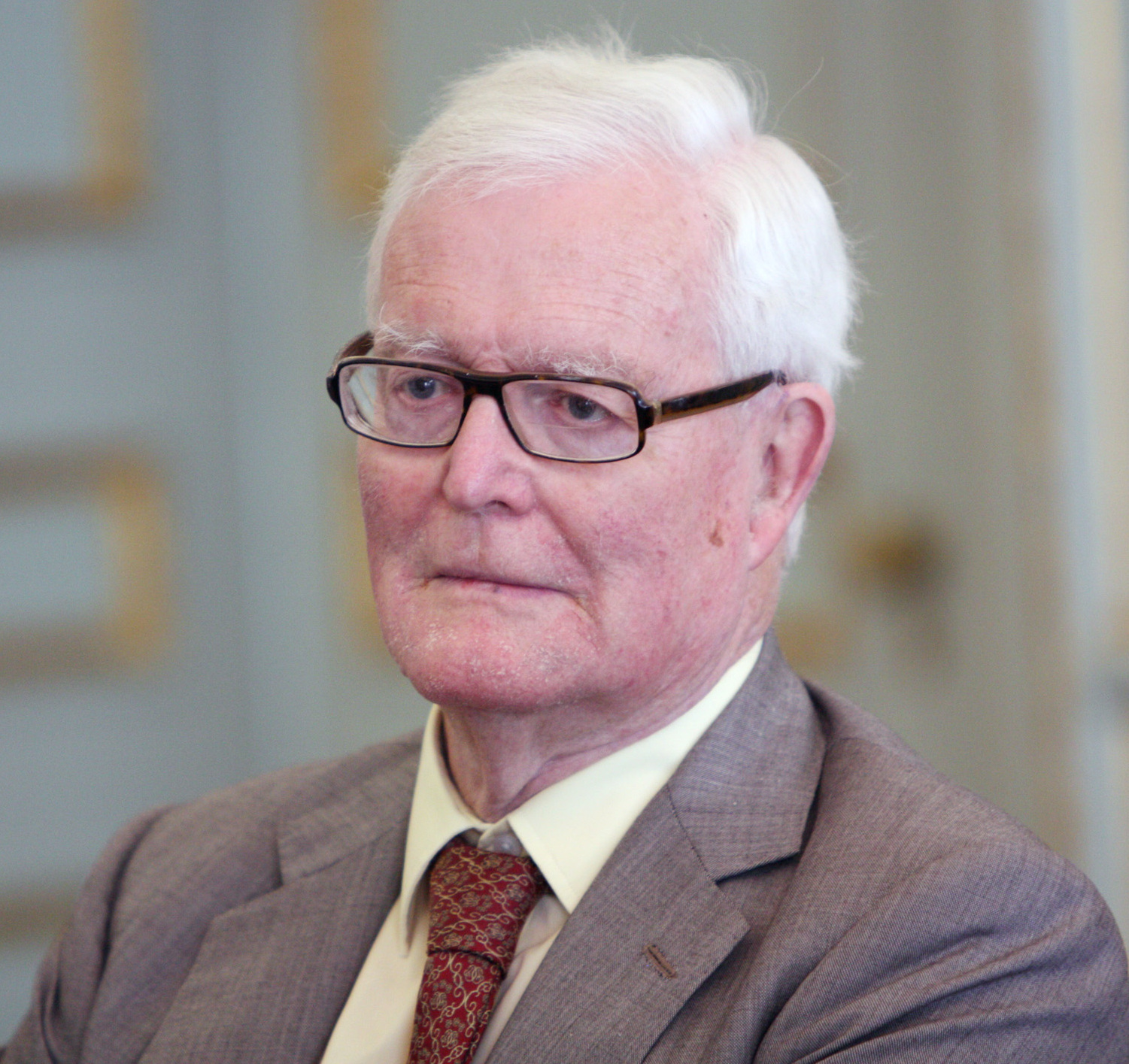
Douglas Hurd, minister spraw zagranicznych

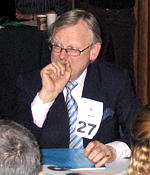
John Gummer, minister rolnictwa, rybołówstwa i żywności

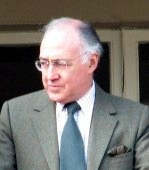
Michael Howard, minister zatrudnienia

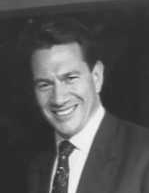
Michael Portillo, minister stanu ds. samorządu lokalnego

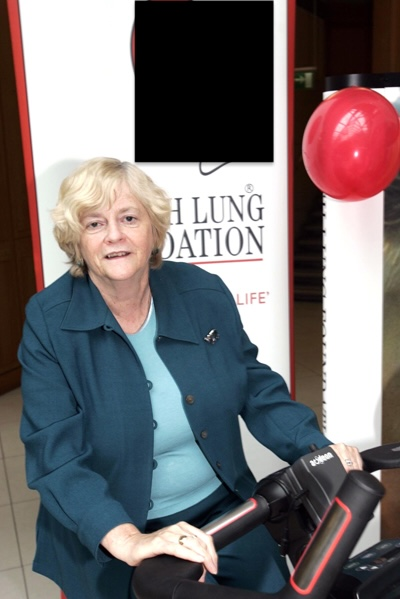
Ann Widdecombe, podsekretarz stanu w ministerstwie zabezpieczenia socjalnego

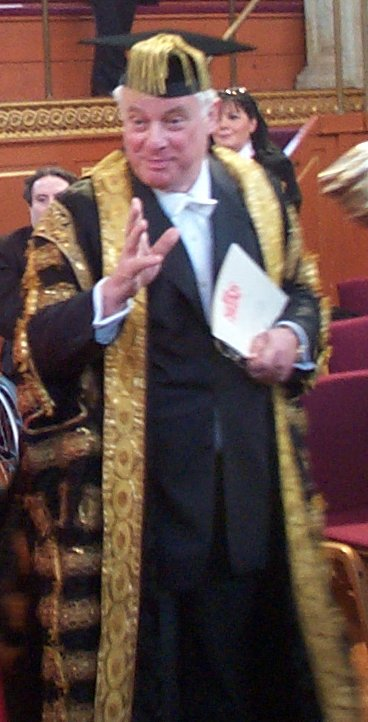
Chris Patten, kanclerz Księstwa Lancaster

Pierwszy rząd Johna Majora – rząd Partii Konserwatywnej pod przewodnictwem Johna Majora powstał po rezygnacji Margaret Thatcher w listopadzie 1990 i przetrwał do wyborów powszechnych w kwietniu 1992.
Członków ścisłego gabinetu wyróżniono tłustym drukiem.

## Skład rządu
| Urząd                                                               | Imię i nazwisko                                       | Kadencja  |
| ------------------------------------------------------------------- | ----------------------------------------------------- | --------- |
| Premier Pierwszy lord skarbu Minister służby cywilnej               | John Major                                            | 1990–1992 |
| Lord kanclerz                                                       | James Mackay, baron Mackay of Clashfern               | 1990–1992 |
| Lord przewodniczący Rady                                            | John MacGregor                                        | 1990–1992 |
| Lord tajnej pieczęci                                                | David Waddington, baron Waddington                    | 1990–1992 |
| Kanclerz skarbu                                                     | Norman Lamont                                         | 1990–1992 |
| Naczelny sekretarz skarbu                                           | David Mellor                                          | 1990–1992 |
| Minister stanu skarbu                                               | Gillian Shephard                                      | 1990–1992 |
| Parlamentarny sekretarz skarbu                                      | Richard Ryder                                         | 1990–1992 |
| Finansowy sekretarz skarbu                                          | Francis Maude                                         | 1990–1992 |
| Lord skarbu                                                         | Tom Sackville                                         | 1990–1992 |
| Lord skarbu                                                         | Sydney Chapman                                        | 1990–1992 |
| Lord skarbu                                                         | Greg Knight                                           | 1990–1992 |
| Lord skarbu                                                         | Irvine Patnick                                        | 1990–1992 |
| Lord skarbu                                                         | Nicholas Baker                                        | 1990–1992 |
| Minister spraw zagranicznych                                        | Douglas Hurd                                          | 1990–1992 |
| Minister stanu w Foreign Office                                     | Lynda Chalker, baronowa Chalker of Wallasey           | 1990–1992 |
| Minister stanu w Foreign Office                                     | Malcolm Sinclair, 20. hrabia Caithness                | 1990–1992 |
| Minister stanu w Foreign Office                                     | Tristan Garel-Jones                                   | 1990–1992 |
| Minister stanu w Foreign Office                                     | Douglas Hogg                                          | 1990–1992 |
| Podsekretarz stanu w Foreign Office                                 | Mark Lennox-Boyd                                      | 1990–1992 |
| Minister rozwoju zamorskiego                                        | Lynda Chalker, baronowa Chalker of Wallasey           | 1990–1992 |
| Minister spraw wewnętrznych                                         | Kenneth Baker                                         | 1990–1992 |
| Minister stanu w Home Office                                        | John Patten                                           | 1990–1992 |
| Minister stanu w Home Office                                        | Robert Shirley, 13. hrabia Ferrers                    | 1990–1992 |
| Minister stanu w Home Office                                        | Angela Rumbold                                        | 1990–1992 |
| Podsekretarz stanu w Home Office                                    | Peter Lloyd                                           | 1990–1992 |
| Minister rolnictwa, rybołówstwa i żywności                          | John Gummer                                           | 1990–1992 |
| Minister stanu w ministerstwie rolnictwa, rybołówstwa i żywności    | Jean Barker, baronowa Trumpington                     | 1990–1992 |
| Posekretarz stanu w ministerstwie rolnictwa, rybołówstwa i żywności | David Curry                                           | 1990–1992 |
| Posekretarz stanu w ministerstwie rolnictwa, rybołówstwa i żywności | David Maclean                                         | 1990–1992 |
| Minister sztuki                                                     | Tim Renton                                            | 1990–1992 |
| Minister obrony                                                     | Tom King                                              | 1990–1992 |
| Minister stanu ds. sił zbrojnych                                    | Archie Hamilton                                       | 1990–1992 |
| Minister stanu ds. zaopatrzenia armii                               | Alan Clark                                            | 1990–1992 |
| Podsekretarz stanu w ministerstwie obrony                           | Kenneth Carlisle                                      | 1990–1992 |
| Podsekretarz stanu w ministerstwie obrony                           | Arthur Gore, 9. hrabia Arran                          | 1990–1992 |
| Minister edukacji i nauki                                           | Kenneth Clarke                                        | 1990–1992 |
| Minister stanu w ministerstwie edukacji i nauki                     | Tim Eggar                                             | 1990–1992 |
| Podsekretarz stanu w ministerstwie edukacji i nauki                 | Alan Howarth                                          | 1990–1992 |
| Podsekretarz stanu w ministerstwie edukacji i nauki                 | Michael Fallon                                        | 1990–1992 |
| Podsekretarz stanu w ministerstwie edukacji i nauki                 | Robert Atkins                                         | 1990–1992 |
| Minister zatrudnienia                                               | Michael Howard                                        | 1990–1992 |
| Minister stanu w ministerstwie zatrudnienia                         | Tim Eggar                                             | 1990–1990 |
| Podsekretarz stanu w ministerstwie zatrudnienia                     | Robert V. Jackson                                     | 1990–1992 |
| Podsekretarz stanu w ministerstwie zatrudnienia                     | Eric Forth                                            | 1990–1992 |
| Podsekretarz stanu w ministerstwie zatrudnienia                     | Nicholas Lowther, 2. wicehrabia Ullswater             | 1990–1992 |
| Minister energii                                                    | John Wakeham                                          | 1990–1992 |
| Podsekretarz stanu w ministerstwie energii                          | Colin Moynihan                                        | 1990–1992 |
| Podsekretarz stanu w ministerstwie energii                          | David Heathcoat-Amory                                 | 1990–1992 |
| Minister środowiska                                                 | Michael Heseltine                                     | 1990–1992 |
| Minister stanu ds. samorządu lokalnego                              | Michael Portillo                                      | 1990–1992 |
| Minister stanu ds. budownictwa                                      | George Young                                          | 1990–1992 |
| Minister stanu ds. środowiska i terenów wiejskich                   | David Trippier                                        | 1990–1992 |
| Minister stanu w ministerstwie środowiska                           | Emily Blatch, baronowa Blatch                         | 1991–1992 |
| Podsekretarz stanu w ministerstwie środowiska                       | Emily Blatch, baronowa Blatch                         | 1990–1991 |
| Podsekretarz stanu w ministerstwie środowiska                       | Robert Key                                            | 1990–1992 |
| Podsekretarz stanu w ministerstwie środowiska                       | Tim Yeo                                               | 1990–1992 |
| Podsekretarz stanu w ministerstwie środowiska                       | Tony Baldry                                           | 1990–1992 |
| Minister zdrowia                                                    | William Waldegrave                                    | 1990–1992 |
| Minister stanu w ministerstwie zdrowia                              | Virginia Bottomley                                    | 1990–1992 |
| Podsekretarz stanu w ministerstwie zdrowia                          | Gloria Hooper, baronowa Hooper                        | 1990–1992 |
| Podsekretarz stanu w ministerstwie zdrowia                          | Stephen Dorrell                                       | 1990–1992 |
| Minister zabezpieczenia socjalnego                                  | Tony Newton                                           | 1990–1992 |
| Minister stanu w ministerstwie zabezpieczenia socjalnego            | Nicholas Scott                                        | 1987–1992 |
| Podsekretarz stanu w ministerstwie zabezpieczenia socjalnego        | Oliver Eden, 8. baron Henley                          | 1990–1992 |
| Podsekretarz stanu w ministerstwie zabezpieczenia socjalnego        | Michael Jack                                          | 1990–1992 |
| Podsekretarz stanu w ministerstwie zabezpieczenia socjalnego        | Ann Widdecombe                                        | 1990–1992 |
| Kanclerz Księstwa Lancaster                                         | Chris Patten                                          | 1990–1992 |
| Minister ds. Irlandii Północnej                                     | Peter Brooke                                          | 1990–1992 |
| Minister stanu w ministerstwie ds. Irlandii Północnej               | Brian Mawhinney                                       | 1990–1992 |
| Minister stanu w ministerstwie ds. Irlandii Północnej               | John Ganzoni, 2. baron Belstead                       | 1990–1992 |
| Podsekretarz stanu w ministerstwie ds. Irlandii Północnej           | Richard Needham                                       | 1990–1992 |
| Podsekretarz stanu w ministerstwie ds. Irlandii Północnej           | Jeremy Hanley                                         | 1990–1992 |
| Paymaster-General                                                   | John Ganzoni, 2. baron Belstead                       | 1990–1992 |
| Minister ds. Szkocji                                                | Ian Lang                                              | 1990–1992 |
| Minister stanu w ministerstwie ds. Szkocji                          | Michael Forsyth                                       | 1990–1992 |
| Podsekretarz stanu w ministerstwie ds. Szkocji                      | Lord James Douglas-Hamilton                           | 1990–1992 |
| Podsekretarz stanu w ministerstwie ds. Szkocji                      | Thomas Galbraith, 2. baron Strathclyde                | 1990–1992 |
| Podsekretarz stanu w ministerstwie ds. Szkocji                      | Allan Stewart                                         | 1990–1992 |
| Minister ds. handlu                                                 | Tim Sainsbury                                         | 1990–1992 |
| Minister handlu i przemysłu                                         | Peter Lilley                                          | 1990–1992 |
| Minister ds. przemysłu                                              | Alexander Hesketh, 3. baron Hesketh                   | 1990–1991 |
| Minister spraw korporacji                                           | John Redwood                                          | 1990–1992 |
| Podsekretarz stanu w ministerstwie handlu i przemysłu               | Edward Leigh                                          | 1990–1992 |
| Podsekretarz stanu w ministerstwie handlu i przemysłu               | Hugh Mackay, 14. lord Reay                            | 1991–1992 |
| Minister transportu                                                 | Malcolm Rifkind                                       | 1990–1992 |
| Minister stanu w ministerstwie transportu                           | Ivon Moore-Brabazon, 3. baron Brabazon of Tara        | 1990–1992 |
| Minister ds. transportu publicznego                                 | Roger Freeman                                         | 1990–1992 |
| Podsekretarz stanu w ministerstwie transportu                       | Patrick McLoughlin                                    | 1990–1992 |
| Podsekretarz stanu w ministerstwie transportu                       | Christopher Chope                                     | 1990–1992 |
| Minister ds. Walii                                                  | David Hunt                                            | 1990–1992 |
| Minister stanu w ministerstwie ds. Walii                            | Wyn Roberts                                           | 1990–1992 |
| Podsekretarz stanu w ministerstwie ds. Walii                        | Nicholas Bennett                                      | 1990–1992 |
| Prokurator generalny Anglii i Walii                                 | Patrick Mayhew                                        | 1990–1992 |
| Solicitor General Anglii i Walii                                    | Nicholas Lyell                                        | 1990–1992 |
| Lord adwokat                                                        | Peter Fraser, baron Fraser of Carmyllie               | 1990–1992 |
| Solicitor General Szkocji                                           | Alan Rodger                                           | 1990–1992 |
| Skarbnik Dworu Królewskiego                                         | Alastair Goodlad                                      | 1990–1992 |
| Kontroler Dworu Królewskiego                                        | David Lightbown                                       | 1990–1992 |
| Wiceszambelan Dworu Królewskiego                                    | John Mark Taylor                                      | 1990–1992 |
| Kapitan Gentlemen-at-Arms                                           | Bertram Bowyer, 2. baron Denham                       | 1990–1991 |
| Kapitan Gentlemen-at-Arms                                           | Alexander Fermor-Hesketh, 3. baron Hesketh            | 1991–1992 |
| Kapitan Ochotników Gwardii                                          | John Davidson, 2. wicehrabia Davidson                 | 1990–1991 |
| Kapitan Ochotników Gwardii                                          | Michael Bowes-Lyon, 18. hrabia Strathmore i Kinghorne | 1991–1992 |
| Lord-in-waiting                                                     | Richard Long, 4. wicehrabia Long                      | 1990–1992 |
| Lord-in-waiting                                                     | Hugh Mackay, 14. lord Reay                            | 1990–1991 |
| Lord-in-waiting                                                     | Michael Bowes-Lyon, 18. hrabia Strathmore i Kinghorne | 1990–1991 |
| Lord-in-waiting                                                     | Hugh Cavendish, baron Cavendish of Furness            | 1990–1992 |
| Lord-in-waiting                                                     | William Astor, 4. wicehrabia Astor                    | 1990–1992 |
| Lord-in-waiting                                                     | Frederick Curzon, 7. hrabia Howe                      | 1991–1992 |
| Lord-in-waiting                                                     | Jean Denton, baronowa Denton                          | 1992      |